# Колхоф, Юрри
Юрьен Якоб (Юрри) Колхоф (нидерл. Jurjen Jacob (Jurrie) Koolhof, 10 января 1960, Берта, Гронинген — 28 января 2019, Дёйвен, Гелдерланд) — нидерландский футболист, нападающий, и футбольный тренер.
Колхоф выступал за ряд клубов в Нидерландах, но наибольшего успеха добился с ПСВ. За этот клуб он забил 69 голов в 106 матчах и в середине 1980-х сформировал хороший тандем с норвежцем Халлваром Торесеном.

## Карьера игрока

### Клубная карьера
Он начал свою карьеру в клубе «Вендам», присоединившись к первой команде в 1978 году. Во втором сезоне с клубом он начал много забивать, чем привлёк внимание других команд, в итоге он перешёл в «Витесс». Во втором сезоне в команде он забил 19 голов в 16 матчах со средним показателем 1,2 гола за матч. Во время трансферного окна сезона 1981/82 он подписал контракт с ПСВ, своим первым клубом в высшей лиге.
Его первые годы в Эйндховене были весьма успешными. Он быстро адаптировался к более высокому уровню игры и два с половиной года был основным игроком команды. Затем в 1984 году он получил серьёзную травму. Он не играл в течение двух лет. В сезоне 1986/87 он вернулся на поле, но так и не восстановился полностью. Он играл на профессиональном уровне ещё семь лет, в основном в Первом дивизионе. В 1994 году он закончил карьеру в «Де Графсхап».

### Карьера в сборной
Он впервые сыграл за сборную Нидерландов 14 августа 1982 года против Греции. На 46-й минуте он заменил Питера Вилдсюта. На тот момент счёт не был открыт, но на 54-й минуте гол Эдо Опхова позволил «оранжевым» выиграть игру.
Он сыграл только пять матчей, ни разу не забив. Он сыграл свой последний матч за сборную 16 февраля 1983 года, чуть более девяти месяцев после дебюта, в отборочном матче Евро-1984 против Испании Нидерланды проиграли с минимальным счётом.

## Тренерская карьера
После окончания карьеры игрока Колхоф переехал в Дутинхем. С 1994 по 2002 год он работал в «Де Графсхап», начав как тренер молодёжного состава, а в 2000 году возглавил первую команду. Затем в течение одного сезона он был помощником Хенни Спейкермана в «Эммене». В последующие годы он тренировал АГОВВ, «Дордрехт» и «МВВ Маастрихт». Колхоф был уволен из МВВ 19 февраля 2007 года из-за неудовлетворительных результатов, в это же время «Камбюр» покинул тренер Рой Весселинг. 15 марта Колхоф подписал двухлетний контракт с «Камбюром» и приступил к работе 1 июля. В это время обязанности тренера исполнял Герри Шувенар, который после прихода Колхофа отправился в Катар. Помощником Колхофа стал Алфонс Артс. В первый год его команда неожиданно выбила АЗ из кубка (1:0). После нескольких матчей в сезоне 2008/09 Колхоф был уволен из-за неудачного начала сезона.

## Личная жизнь
Юрри Колхоф был женат и имел двоих сыновей, старший сын Уэсли стал теннисистом, а младший Дин, как и отец, — футболистом.

## Смерть
Юрри Колхоф умер 28 января 2019 года после продолжительной болезни в 59 лет.

## Статистика

### Матчи Колхофа за сборную Нидерландов
| Матчи Колхофа за сборную Нидерландов | Матчи Колхофа за сборную Нидерландов | Матчи Колхофа за сборную Нидерландов | Матчи Колхофа за сборную Нидерландов | Матчи Колхофа за сборную Нидерландов | Матчи Колхофа за сборную Нидерландов |
| ------------------------------------ | ------------------------------------ | ------------------------------------ | ------------------------------------ | ------------------------------------ | ------------------------------------ |
| №                                    | Дата                                 | Соперник                             | Счёт                                 | Голы Колхофа                         | Соревнование                         |
| 1                                    | 14 апреля 1982                       | Греция                               | 1:0                                  | —                                    | Товарищеский матч                    |
| 2                                    | 1 сентября 1982                      | Исландия                             | 1:1                                  | —                                    | Чемпионат Европы 1984 (отбор)        |
| 3                                    | 10 ноября 1982                       | Франция                              | 1:2                                  | —                                    | Товарищеский матч                    |
| 4                                    | 19 декабря 1982                      | Мальта                               | 6:0                                  | —                                    | Чемпионат Европы 1984 (отбор)        |
| 5                                    | 16 февраля 1983                      | Испания                              | 0:1                                  | —                                    | Чемпионат Европы 1984 (отбор)        |

Итого: 5 матчей / 0 голов; 2 победы, 1 ничья, 2 поражения.